# دید مسیحیت نسبت به عیسی
عیسی در بنمایهٔ مسیحی پسر، اقنوم دوم تثلیث، محسوب می‌گردد. بر اساس تئولوژی مسیحی پسر همذات با پدر و روح القدس بوده و به عنوان یکی از سه شخصیت و ابعاد خدای یگانه مشخص می‌گردد. پسر را معمولاً بعد حلولی خدا و تجلی پدر می‌دانند.

## لینک‌های مرتبط
- تثلیث
- عیسی
- مسیحیت
- انجیل